# Synduality
Synduality (stylisé « SYNDUALITY ») est un projet multimédia japonais créé par le groupe Bandai Namco. Une série télévisée animée produite par Bandai Namco Filmworks et animée par Eight Bit, intitulée Synduality: Noir, créée en juillet 2023 sur TV Tokyo et ses filiales.

## Médias

### Synduality: Noir
Une série télévisée animée, produite par Bandai Namco Filmworks et animée par Eight Bit, a été annoncée en septembre 2022. Intitulée Synduality: Noir, la série est réalisée par Yusuke Yamamoto, avec Takashi Aoshima écrivant les scénarios basés sur une ébauche d'histoire de Hajime Kamoshida, Kenichirō Katsura concevant les personnages pour l'animation et Masato Nakayama composant la musique,,.
La série a été créée le 11 juillet 2023 sur TV Tokyo et d'autres réseaux. La chanson thème d'ouverture "Raytracer" est interprétée par Stereo Dive Foundation, tandis que la chanson thème de fin "Eureka" (ユリイカ)  est interprétée par Arcana Project,.
La série est diffusée dans le monde entier sur Disney+, en Amérique latine sur Star+ et aux États-Unis sur Hulu.

### Synduality: Ellie
Une série de mangas, illustrée par Hiroji Mishima avec un scénario de Dai Hatano, intitulée Synduality : Ellie a commencé la sérialisation dans le Monthly Comic Alive de Media Factory le 27 juillet 2023.

### Synduality: Echo of Ada
Un jeu de tir et d'action à la troisième personne développé par Game Studio et publié par Bandai Namco Entertainment, intitulé Synduality : Echo of Ada, sortira sur Microsoft Windows, PlayStation 5 et Xbox Series X/S en 2023.